# 凶乱令嬢ニア・リストン
『凶乱令嬢ニア・リストン』（きょうらんれいじょうニア・リストン）は、南野海風による日本のライトノベル。イラストは磁石（2巻まで）、刀彼方（3巻以降）が担当している。「小説家になろう」にて2019年5月から2021年1月まで連載され、書籍版はHJ文庫（ホビージャパン）より『凶乱令嬢ニア・リストン 病弱令嬢に転生した神殺しの武人の華麗なる無双録』のタイトルで2022年9月から刊行されている。
「HJ小説大賞2021前期『小説家になろう』部門」受賞作品。1巻が「ラノベニュースオンラインアワード2022年10月刊」新作部門に選出。2025年5月時点でシリーズ累計部数は110万部を突破している。
『マンガUP!』（スクウェア・エニックス）にて古代甲によるコミカライズ版が2022年11月から連載されている。

## あらすじ
神をも殺した大英雄は自分を殺せるほどの強者と出会うことを望んでいたが、志半ばで死んでいった。そして大英雄は目を覚ますと、病に蝕まれたリストン領の令嬢であるニア・リストンへと転生していた。この転生は元々のニアが病弱であり、娘を死なせたくない両親がある男を雇ったものの、手の施しようがないと悟った男が依頼金を手に入れるために「反魂の法」を使用し、ニアと大英雄の魂を交換したために起きたことだった。そして、病に犯された身体を「氣」を操り浄化した大英雄はニアとして第二の人生を生きていくこととなる。

## 登場人物
ニア・リストン
リストン領の令嬢。正確には、『ニア・リストン』の身体に蘇らされた、かつての武の偉人。『氣』を用いて病を克服するが、身体の本来の持ち主である『ニア』の魂は既にこの世から消えていた。
その後、ニア・リストンの代わりとしてリストン領の令嬢としての人生を歩む。
幼少期からリストン領放送局のパーソナリティを務めており、アルトワール王国の富裕層の間ではかなり有名である。前世での血と暴力を愛する性格はそのままである。
その一方で、リストン夫妻の迷惑をかけることは忌避し、かつ相手に対して一定の敬意を払う。しかし血に飢えているため常に争いの渦中に飛び込んで行く。

リノキス・ファンク
ニアの専属侍従。彼女の護衛も兼任しているため、高い戦闘力を誇る。

アンゼル
裏社会のボディガード。

フレッサ
酒場「薄明りの影鼠亭」のウエイトレス。裏の仕事にも手を染めているらしい。

ガンドルフ
アルトワール学院にある天破流道場の師範代代理。

ヒルデトーラ・アルトワール
アルトワール王国の第三王女。王都放送局でパーソナリティを務めており、「意外と会えるお姫様」がキャッチフレーズ。

レリアレッド・シルヴァー
シルヴァー領の令嬢。ニアとは同じ年で彼女のことをライバル視している。

## 既刊一覧

### 小説
- 南野海風（著） / 磁石（イラスト、2巻まで）/ 刀彼方（イラスト、3巻以降） 『凶乱令嬢ニア・リストン 病弱令嬢に転生した神殺しの武人の華麗なる無双録』 ホビージャパン〈HJ文庫〉、既刊8巻（2025年5月1日現在）
  1. 2022年9月30日発売[7]、ISBN 978-4-7986-2970-4
  2. 2023年5月1日発売[7]、ISBN 978-4-7986-3148-6
  3. 2023年9月29日発売[7]、ISBN 978-4-7986-3310-7
  4. 2023年12月1日発売[7]、ISBN 978-4-7986-3360-2
  5. 2024年4月1日発売[7]、ISBN 978-4-7986-3504-0
  6. 2024年8月1日発売[7]、ISBN 978-4-7986-3597-2
  7. 2024年11月29日発売[7]、ISBN 978-4-7986-3694-8
  8. 2025年5月1日発売[7]、ISBN 978-4-7986-3823-2

### 漫画
- 南野海風（原作） / 磁石（キャラクター原案） / 刀彼方（キャラクター原案、3巻以降） / 古代甲（作画） 『凶乱令嬢ニア・リストン 病弱令嬢に転生した神殺しの武人の華麗なる無双録』 スクウェア・エニックス〈ガンガンコミックスUP!〉、既刊6巻（2025年4月7日現在）
  1. 2023年5月6日発売[8][9]、ISBN 978-4-7575-8554-6
  2. 2023年9月7日発売[10]、ISBN 978-4-7575-8782-3
  3. 2024年2月7日発売[11]、ISBN 978-4-7575-9038-0
  4. 2024年7月5日発売[12]、ISBN 978-4-7575-9326-8
  5. 2024年12月6日発売[13]、ISBN 978-4-7575-9548-4
  6. 2025年4月7日発売[14]、ISBN 978-4-7575-9784-6